# 가요TV
가요TV(gayotv)는 대한민국의 텔레비전 케이블 & 위성 & IPTV 성인음악 방송국이다. 이 방송은 신세대의 젊은 층 중심의 유행 지향적인 음악 방송이 아닌 추억의 기억 속에 남아 있는 7080 가요, 남녀노소 누구나 쉽게 접할 수 있는 우리의 전통가요, 아름다운 선율의 감동을 느낄 수 있는 Old Pops 중심의 30대 이상 성인의 취향과 음악적 욕구를 만족시키는 전문 음악 프로그램으로 구성된 케이블 방송이고 24시간 성인위주 음악방송이다. 2007년 2월에 개국했으며 화진그룹에서 이 방송을 운영한다.